# Скейт-панк
Скейт-панк (англ. Skate punk) — піджанр панк-року, що спочатку виник на основі хардкору, який відрізняється від типового поп-панку. Скейт-панк-групи пов'язані з скейтборд-субкультурою, їхні тексти характеризуються оптимістичністю, зазвичай аполітичністю і життєрадістю. Інколи пісні відверто гумористичні та навіть непристойні. Для скейт-панку характерна поява елементів ска і реґі. Нерідко скейт-панки видаються на незалежних лейблах.